# چاه کوری
چاه کوری یک منطقهٔ مسکونی در ایران است که در دهستان میغان واقع شده‌است.